# Merops apiaster
O abelharuco-comum, abelharuco-europeu ou simplesmente abelharuco, (Merops apiaster) é uma ave da família Meropidae, migratória, com duas populações indistinguíveis em aspecto, mas diferenciadas pela distribuição geográfica.
A primeira destas populações nidifica na Europa até ao Sul da Rússia e Norte de África, migrando para o Sul deste continente. A segunda população, exclusivamente africana, nidifica na região do Cabo, migrando para Norte até à África central.

## Nomes comuns
O abelharuco dá ainda pelos nomes comuns de abelheiro, abelhuco, alrute, barranqueiro, barroqueiro, pita-barranqueira, gralho, melharuco e milheirós (também grafado melheirós).

## Descrição

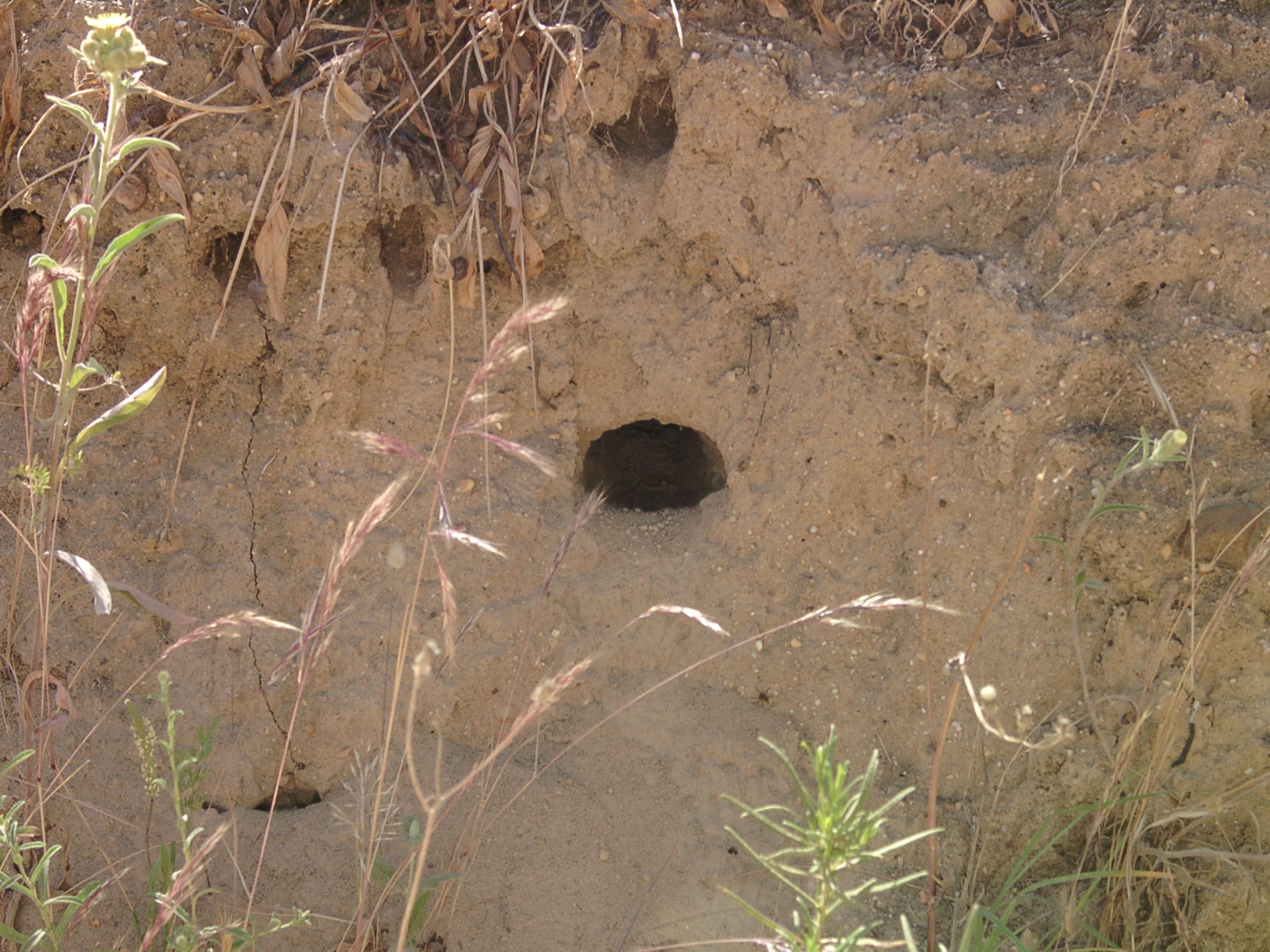
Entrada de um ninho

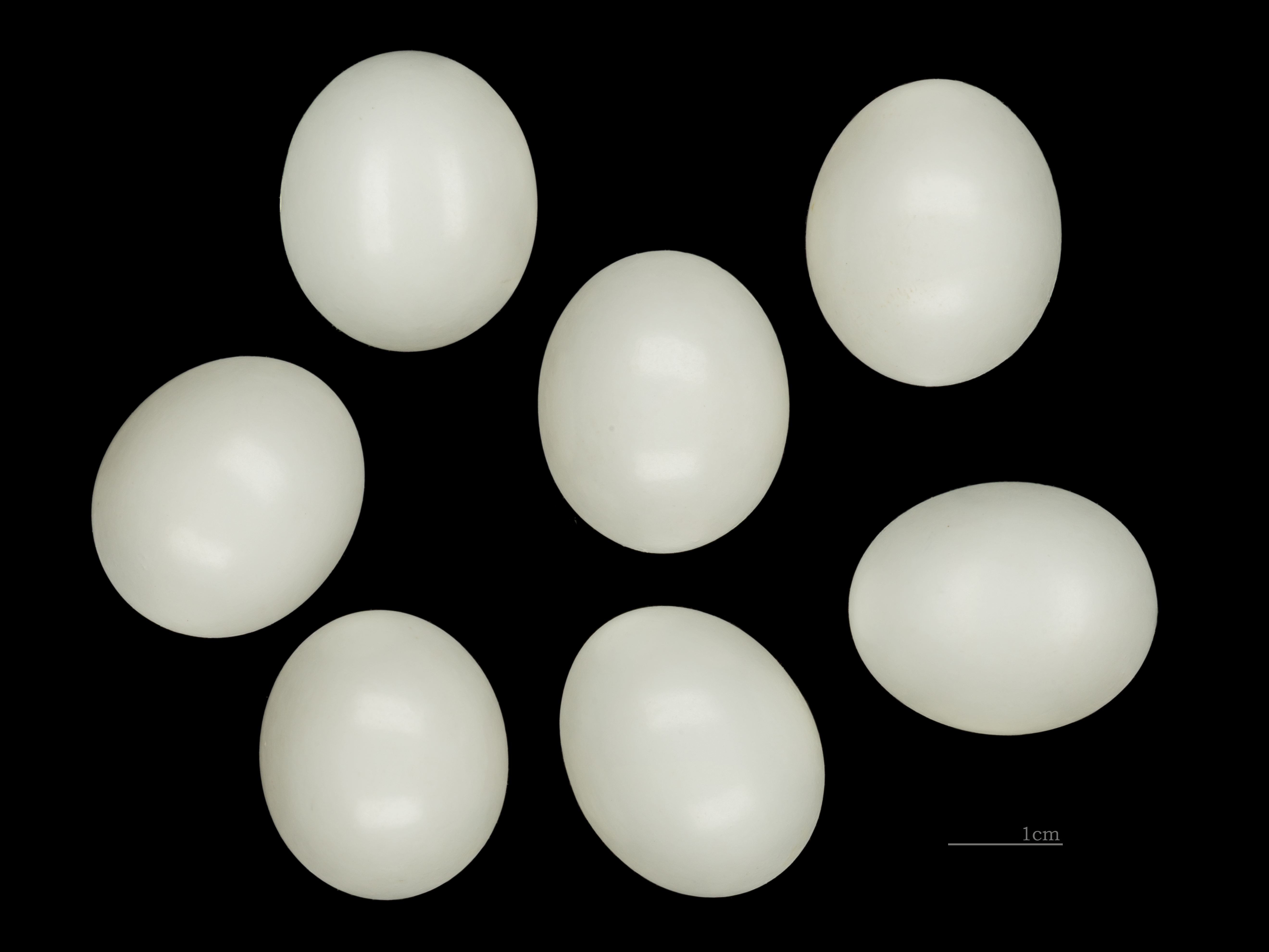
Merops apiaster

O abelharuco-comum é uma ave de médio porte, com 25 a 30 cm de comprimento. É muito colorido, com plumagem de cores muito distintas: o dorso é castanho escuro na zona da cabeça, com gradação para amarelo para a área posterior e asas; a garganta é amarela, com uma bordadura fina de negro; o peito e zona ventral é azul claro; as asas são verdes com uma mancha central castanha-clara; tem uma máscara negra em torno dos olhos. Em África, distingue-se dos restantes abelharucos pelas costas castanhas.
Esta ave habita bosques e zonas de floresta temperada (na Europa) e savanas (em África). Tem hábitos gregários e pode ser encontrada em grupos de até 150 indivíduos. O abelharuco-comum alimenta-se de insectos, principalmente de abelhas, vespas, térmitas e gafanhotos, capturando-os em voo, frequentemente bastante alto.
A época de reprodução decorre entre Setembro e Dezembro, em ambas as populações, que convergem para o sul de África (na Europa, a reprodução ocorre em Maio e Junho). O ninho é construído num túnel, que pode atingir 2 metros de comprimento, escavado pelo casal no solo ou em bancos arenosos de rios. O túnel é forrado com folhas ou restos de insectos. A postura tem 2 a 6 ovos, incubados ao longo de cerca de 20 dias por macho e fêmea. Os juvenis são alimentados por ambos os progenitores durante cerca de um mês, no ninho, e permanecem mais ou menos dependentes por mais três semanas fora do ninho.

## Subespécies
A espécie é monotípica (não são reconhecidas subespécies).